# NG騎士ラムネ&40
『NG騎士ラムネ&40』（エヌジーナイト ラムネアンドフォーティー）は、1990年4月6日から1991年1月4日までテレビ東京で全38話が放送された、葦プロダクション製作のロボットアニメ。1990年にカセットブックが、テレビアニメ終了後に OVAやラジオドラマが制作されるほか、小説版も発売された。本稿ではこれらも併せて取り扱う。

## 作品概要
『ワタル』や『魔動王グランゾート』などのSD系メカが流行っていたころ、バンダイにはブランドとして『SDガンダム』が存在したが、オリジナルの作品が存在しなかったため、葦プロダクションの佐藤俊彦を経由して企画が依頼された。初期の企画書の段階では「アラビアの鷹丸」という仮タイトルで、アラビアンナイト的な世界観で忍者の少年が主人公の冒険モノだったがロボットアニメではなかった。その後、ファンタジーロボットアニメ的な「SB騎士アコーン」という企画となったが、葦プロ側でプレゼンをしていた作品と被っていたため、RPG的要素を取り入れ、最終的に本作として結実した。
番組としては不振だったとされ、当初は4クール予定のところを3クールに短縮されての終了となった。プロデューサーの山崎立士は、視聴率低迷、関連商品の販売不振、コミックの打ち切りなどすべて認めた。
その反面、のちにOVA、ラジオドラマなどのメディアミックス展開に繋がった。これがきっかけの一つとなり、以降、ねぎしひろしとあかほりさとるはヒットメーカーとしてコンビで仕事をする機会が増えた。
その後1996年には、テレビアニメ版として6年ぶりの新作となる『VS騎士ラムネ&40炎』が制作された。

## ストーリー
ゲーム大好きな熱血小学生・馬場ラムネは下校中、1個10円という大安売りでゲームを売っている女の子と出会う。その女の子から買ったゲーム『キングスカッシャー』をクリアしたところ、いきなりテレビからゲーム売りの女の子が現れ、「あなたは勇者ラムネス」だと言いながらラムネを別世界へ連れていってしまう。たどりついた場所はアララ王国。そしてゲーム売りの女の子はその国の王女ミルクであった。ミルクから伝説の勇者ラムネスとして、復活した「妖神ゴブーリキ」を倒してほしいと頼まれたラムネは勇者ラムネスとして、アドバイザーロボットのタマQ、王女のミルク、ミルクの姉ココアとスタン帆船で旅立っていく。

## 登場人物

### 勇者と仲間たち
ラムネス / 馬場ラムネ（）
声 - 草尾毅（次回予告ナレーションも兼任）
5月5日生まれの牡牛座。10歳。血液型はO型。好きな食べ物はたまご焼き、嫌いな食べ物はたくあん。
日常の平凡な生活に不満を持っていたごく普通の小学4年生の少年だったが、ファミコンソフト『キングスカッシャー』をクリアしたため、勇者の血を引く「勇者ラムネス（2代目勇者ラムネス）」として異世界ハラハラワールドに召喚された。黒髪に黒い目が特徴。明朗快活で正義感が強く、可愛い女の子に弱いお調子者。TVゲームをこよなく愛し、そのためなら徹夜もいとわない。おちゃらけた態度とは裏腹に頭の回転が早く、通称「〜ラムちゃん」の二つ名を持つ。猪突猛進的な面と策士的な面があり、相手からそのことを非難されても動じないくらい神経は図太い。物語中ではほとんど勇者の名である「ラムネス」と呼ばれている。口癖は「俺は今、モーレツに○○」。家族は、プロレスラーの父・正忠（しょうちゅう）：リングネーム「ジャイアントロボ馬場」と専業主婦の母・ライム（声 - 伊倉一恵）の2人。
- 名字の馬場は『アリババと40人の盗賊』から。

アララ・ミルク
声 - 横山智佐
アララ王国の第三王女。10歳。7月7日生まれのヤク座。血液型はB型。桃色の髪に桃色の瞳、長い耳が特徴。ラムネにファミコンソフト『キングスカッシャー』を売りつけた。ラムネがそれをクリアした直後テレビから現れ、ラムネをテレビの中に連れ去った。そそっかしくて意地っ張りだが、勇気と行動力があり明るい性格。愛らしい容姿とは裏腹に、食べ物がないとあらゆるものを破壊し、城すらも破壊する。3日分の食料を瞬間的に平らげ、さらに一瞬で消化したことも。口癖は「グラッチェ、グラッチェ」。実は、ラムネスの代わりにアイドル勇者としてデビューしたいという願望をもつ。ラムネスに好意を抱くが、子供なので気がついていない。『EX』にてラムネと恋愛関係になる。非常に手が早く、怒ると口より先に暴力が飛ぶ。姉・ココアの側に長く居たため、貧乳であることにコンプレックスを持つ。

アララ・ココア
声 - 玉川紗己子
アララ王国の第二王女で、ミルクの姉にあたる。14歳。8月13日生まれのモナリ座。血液型はO型。好きなスポーツは散歩。紫の髪に紫の瞳、長い耳が特徴。レスカが見つかるまでは第一王女の位置にいたが、本人や周りは気にしていない。おっとり、のんびりとした性格で、口調もスローモーで傷つきやすい。さらにうっかり者なところもある。しかし度胸の良さと芯の強さでは誰にも負けない。メカに強く、古文書も熱心に研究する勉強家。つねに電卓を肌身離さず所持しており、何かあると必ず計算する計算マニアでもある。「スタン帆船・ウエスタンラリアット号」「ハルク砲艦・アックスボンバー号」などのメカを制作してラムネス、ミルクとともに旅立つ。凄まじいド近眼で、度の極めて強い眼鏡をかけており、外すと超美人なのだが本人は全く気づいていない。『DX』で過去に飛ばされた際に過去の自分と対面しても自分だと分からなかったほど。頭の回転も速く、一行の参謀的な立場をつとめていた。母親譲りのプロポーションの良さを持ち、実はそれが妹・ミルクの陰乍のコンプレックスの元となっている。その知性と外見とは裏腹に、本人はもっと女の子らしくなりたいと思っていることがカセットドラマで明らかにされた。
口癖は、「ラムネス〜、のんびりしてる場合じゃありませんことよ〜」。

タマQ
声 - 神代知衣
ラムネスの肩に乗るほどの大きさの「アドバイザーロボット」。緑色で弾力性に富む。初代勇者ラムネスのアドバイザーロボットを務めていたが、遥か彼方の世界を護るため眠りに就く。異世界から来たラムネに、ハラハラワールドの世界や戦闘などのさまざまなアドバイスを行う。性格はラムネ以上の熱血漢で、ウレPという恋人と5000年越しの熱愛関係にある。守護騎士は、その名前を書かれ頭部の横顔が掘られた「メタルコイン」というコインをタマQの頭部にある穴に入れ、口から出る卵形のカプセルを投げることで出現する。口癖は「〜だみゃあ」。
『DX』ではウレPと結婚し育児に追われていた。
初代ラムネスら先代勇者の仲間だったが、後年の作品の同様の設定を持つキャラクターと異なり、先代と今のラムネスたちを比較して嘆くことは無い。これは小説版によると、初代ラムネスたちのことをいわゆる老人ボケのせいでほとんど忘れているとされている。そのため、聖地ラムネッカで記録映像を見るまで、初代勇者たちや初代聖なる三姉妹の顔も忘れており、ダ・サイダーとレスカが勇者サイダーや初代カフェオレ姫の子孫だったことにも気付かなかった。

ダ・サイダー
声 - 矢尾一樹
ドン・ハルマゲ軍団戦闘隊長。後にラムネスと共に歩むべきもう一人の勇者「サイダー」の子孫で、その魂の生まれ変わりと判明する。15歳。1月1日生まれのベン座。血液型はB型。趣味はマシンガンを撃つこと。特技はダジャレ。好きな食べ物はミカンとメロン。嫌いな食べ物はクリとナシ。外見は美形だがダジャレをこよなく愛し、時と場合を全くわきまえずに連発して周りを閉口させる。本人は自分のダジャレが最高で大爆笑ものだと信じている。ダジャレがウケなかったり、他人が彼の感性では面白い（つまり他人からすれば寒い）ダジャレを言ったりすると怒ってマシンガンを乱射する。小説版では彼のダジャレ好きの原点は、誘拐されて間も無い頃に感情が麻痺していたレスカにダジャレを連発し、それで笑ったレスカを見て、「初めて自分のダジャレが他人が笑わせた」と感動したため、とされている。
ドン・ハルマゲ配下時代の口癖は、「親切な俺様が教えて（説明して）やろう」。ドン・ハルマゲに洗脳されて利用されていたが、洗脳から解放されてラムネスたちの仲間になり、後にはアララ王国親衛隊長を拝命することに。『EX』では再び洗脳され鉄仮面、謎の騎士となって敵対するが、衣装を脱がされただけで洗脳が解除された。小説版などの後日譚では、一時期王国から脱走しマジマジワールドで覆面レスラーをやっていることが明らかにされた。
- 矢尾一樹はダ・サイダー役を担当することについては第1話のアフレコ現場で聞かされた。矢尾は当初ダ・サイダーのダジャレの設定は受け入れられず、打ち入りの席で「全員が笑うようなダジャレを一つでいいから言わせてほしい」と挨拶するも、あかほりから「ダ・サイダーのダジャレというのは、おもしろくちゃいけないんです。おもしろくないダジャレを連発するからダ・サイダーなんです」と言われ、自分はダ・サイダーの役を理解できていなかったと愕然としたという。

レスカ（アララ・カフェオレ）
声 - 松井菜桜子
ドン・ハルマゲの自称美人秘書。のちにアララ王国の第一王女カフェオレと判明する。159cm、42Kg、16歳。4月4日生まれのカブキ座。血液型はO型。趣味はお化粧。好きなスポーツはシェイプアップ。好きな食べ物は太らないもの。嫌いな食べ物は太るもの。艶気漂う美女だががめつい性格で、「ケバい」と言われることが多い。貴金属類などの光物に目がない。太股に付けているのは羽ペン型手裏剣。どこに行っても化粧品を欠かしたことはない。後にダ・サイダーと相思相愛になるが、意地っ張りな性格が災いして中々素直になれない。
聖地ラムネッカにて、生まれて間もなくドン・ハルマゲに誘拐されたカフェオレ王女と判明するも、当初は信用しなかった。その後、自分の出生に疑問を抱いたため、ドン・ハルマゲに洗脳されたダ・サイダーを救うためラムネスたちに投降。
ホイホイ城でのドン・ハルマゲとの決戦にて、聖なる三姉妹の力により呪いが解け、髪のメッシュがオレンジ色、耳が尖ったものに変化、その後はラムネス一行の仲間になる。
- レスカが長女カフェオレであることは聖なる三姉妹の設定と共に第20話の少し前に作られたアイデアである。
- 武器の手裏剣はあかほりさとるが存在を忘れていたために、物語で使われることはほとんどなかった。

ヘビメタコ
声 - TARAKO
ドン・ハルマゲに作られたダ・サイダー用のヘビ型アドバイザーロボット。語尾には「ジャン」を付ける。彼を「ダーリン」と呼んで慕っている一方、レスカとは犬猿の仲。普段からダ・サイダーの肩パッドの中に入っている。クィーンサイダロンはダ・サイダーが横笛でチャルメラの旋律を奏で、メタコの踊りと共に口から吐き出される卵形のカプセルを投げることで出現する。
後にダ・サイダー、レスカがラムネたちの仲間になった時には、ドン・ハルマゲが生みの親にもかかわらず何のためらいもなしにダ・サイダーに着いていくなど、非常にノリが軽い。
ドラマCDで、初代勇者サイダーを慕っていた少女メタコの生まれ変わりだということが明かされた。

### アララ国民
アララ・コリャリャ・ヨッコーラ3世
声 - 肝付兼太
アララ王国の現国王で、聖なる三姉妹の父。心配性な性格で、「ありゃりゃ」が口癖。
- 名前の由来は「コーラ」。

ミイラばあさん
声 - 京田尚子
かつての守護騎士の巫女で、現在はアララ城で数千年眠っていた老女。世界を救う術を勇者たちに教える。

### ドン・ハルマゲ軍団
ドン・ハルマゲ
声 - 飯塚昭三
外見年齢50歳。世界を破滅に導く「妖神ゴブーリキ」の復活を企む魔道士。非情で厳しい性格だが、ノリの軽いところもある。実はゴブーリキの魂で、復活後はゴブーリキと一体化する。ハゲ頭であることを気にしているらしく、ダ・サイダーに「ドン・マルハゲ（様）」と呼ばれた時は激怒していた。
『EX』ではわずか3年で復活。先の戦いで失った体（ゴブーリキ）の代わりに、マジマジワールドの科学者Dr.カタスタロフの開発した超巨大ロボット・ラストユンケラーを使用し、ラムネスたちに復讐しようと暗躍する。
- 名前の由来はハルマゲドン。

妖神ゴブーリキ
伝説の邪神。5000年前に初代勇者ラムネス、初代勇者サイダーと初代聖なる三姉妹によって封印されたが、5000年の時をかけて魂を実体化させ、ドン・ハルマゲを名乗り暗躍する。
テレビ版で倒されるが『EX』シリーズ、『DX』と何らかの形でラムネスたちの戦いに関わっている。
- 名前の由来はゴキブリ。

お仕置きロボ / ヨイショロボ
声 - 飯塚昭三
作戦失敗時にダ・サイダーとレスカにお仕置きを与えていたロボ。ホイホイ城崩壊と共に失業したが、ダ・サイダーの勇者への復活の際、アルミホエール号の操縦士として採用されたが扱いは良くなく、よく蹴られていた。ホイホイ城では口調と出で立ちはナチス・ドイツの将校的なものだったが、アルミホエール号操縦士に再就職してからは江戸時代の太鼓持ちのような口調に変わった。

### 聖地ラムネッカ
ウレP
声 - 西原久美子
聖地ラムネッカでタマQのことを待ち続けていたロボット。口調は語尾に「〜だP」を付ける。タマQとは恋人の仲。『EX2』ではオーバーホール中のタマQの代わりにラムネスの肩に乗りアドバイザーロボットの代役を担った。

テレヤン
声 - 折笠愛
聖地ラムネッカの修行僧。ウレPのパートナーでもある。

大僧正
声 - 宮内幸平
聖地ラムネッカを取り仕切る僧侶。

ゴルB
声 - 龍田直樹
大僧正のパートナーロボット。口調は語尾に「〜ペレストロイカ」を付ける。

### EXで登場
Drカタストロフ
声 - 緒方賢一
元は普通の科学者だったが、とある実験の中でふとしたことからドン・ハルマゲの魂を呼び出してしまう。
守護騎士8体のエネルギーでラストユンケラーを完成させたことで、ドン・ハルマゲに用済みとして、吹き飛ばされるがその際に洗脳が解け、以降はラムネスたちに協力する。
作中ドン・ハルマゲが新たな体として使った、全長400メートルの超巨大ロボット・ラストユンケラーは洗脳される前から作っていた。小説版によれば、ラストユンケラーは戦争ばかりが起こる世界（マジマジワールド）に嘆いたカタストロフが、史上最強の抑止力として作ったと説明されている。

### DXで登場
ゴールドマウンテン、シルバーマウンテン
声 - 林原めぐみ（ゴールドマウンテン）、三石琴乃（シルバーマウンテン）
パフパフ宮殿に住む姉妹。ラムネスとダ・サイダーに助けを求める。実はゴブーリキの巫女で屈強な戦士たちの魂を集め、ドン・ハルマゲが成し遂げられなかった野望を果たそうとする。
- 名前の由来はきんさんぎんさんで、千葉克彦が考案した。

### その他
初代勇者
かつて、妖神ゴブーリキを封じた勇者ラムネスと勇者サイダー。馬場ラムネは2代目勇者ラムネス。ダ・サイダーは実質的に2代目勇者サイダー。
前世かつ先祖だけあって、ラムネやダ・サイダーと容姿はよく似ているが、初代の方が年齢は上（また、テレビ版では初代ラムネスはラムネより目つきが鋭い）。性格は2代目たちと正反対の静かな熱血漢。サイダーに至ってはダ・サイダーと異なりダジャレを一切言わない。また、恋愛も浮気の多い2代目たちと異なり一途。主に回想のみの出番だったが、『DX』では、次元爆弾岩の爆発でタイムスリップしてきたミルクたちと出会う。
テレビ版と『DX』版で服装が異なり、テレビ版ではラムネやダ・サイダーによく似た服装だったが、『DX』では鎧を着てマントを羽織っている他、剣を背負っている。この出で立ちは、印刷媒体でも時に見られるものである。
初代聖なる三姉妹
初代勇者を助けた三姉妹。ラムネと行動を共にするカフェオレ、ココア、ミルクの3人は二代目聖なる三姉妹であり、初代三姉妹の魂の生まれ変わり。初代と二代目の聖なる三姉妹はそれぞれ同じ名前だが、初代は「姫」を付けて呼ばれる（例：ミルク姫、ココア姫）。また、初代勇者ラムネスはミルク姫と、初代勇者サイダーはカフェオレ姫と恋仲だった。
初代勇者たち同様に年齢はこちらが上。性格もがめつい、メカフェチ、大食いなどのギャグ的な部分は無い。また、ミルク姫は二代目であるミルクと逆に巨乳である。
アララ・エスプレッソ・カプチーノ
伊東岳彦描き下ろし漫画と短編小説にのみ登場する。三姉妹の母だが、三年毎に起きて三日間だけ普通に暮らした後にまた三年の眠りに就くというライフサイクルを持つ。三姉妹の本来の魅力的な部分が集約された美女。元は隣国・カプチーノ王国の姫。

## 登場メカ
戦時以外はドキドキスペースか守護騎士・守護歩兵と破壊戦士のみが住むメタルコインワールドという世界で暮らしている。なお、タイトルに付いている40は、守護騎士8体＋守護歩兵8体＋破壊戦士10体＋破壊忍者10体＋破壊四天王4体を合計した数からきている。
- 放映当時、メインスポンサーのバンダイより｢Q極変形｣シリーズとして守護騎士が玩具化されたが、8体の内アッサーム、ゼンザインは未発売。
- ココア姫作の4輪メカ「ジャイアント馬車・32文ロケット号」をセイローム、アッサームの2体懸かりで引くキャリッジ（2頭または4頭立ての4輪馬車）形態。

### 守護騎士
チェスのコマがモチーフとなっている。キングスカッシャーとクィーンサイダロンを除く守護騎士が心を持っているのは、人間の心をボディに移植しているため。そのため、守護騎士は傷つけば痛みを感じる。移植の際に肉体のボディは空蝉となり生命活動を停止するので人間としての体はアララ城地下に冷凍保存されているが、そのことを守護騎士たちは覚えていないようである。通常はタマQ内部の異次元的場所に安置されるカプセル状の物体を媒体に召喚。タマQ内部は機体回復効果があるが周期ごとにオーバーホールが必要。その場合一時的な人間へと戻される。
守護騎士の中では2体のみが、人（勇者）の搭乗によって100%の性能を発揮する。人間としての心がないという描写があるが、クィーンサイダロンが呪いを避けるために自己封印したことや、ドン・ハルマゲが悪の心とするための呪いを掛けることが可能だったことから、キングとクイーンの守護騎士が意志をもっているかのような描写がある。『EX』では落下するラムネとミルクをキングスカッシャーが搭乗ビームで救出している。
キングとクイーン以外の6体の守護騎士は出現時の決め台詞を勝ち鬨としても使う。
ねぎしひろしによればキングスカッシャーたち守護騎士を卵から呼び出すのは最初の企画の名残だという。
キングスカッシャー
声 - 大塚明夫
ラムネスの乗る黄金の守護騎士。ラムネスがタマQの口から出したカプセルを投げると地面を割って出現する。搭乗時にはラムネスを青緑色の光の球体に包んでコクピットに転送する。当初は搭乗時のかけ声はなかったが、14話から「とう！」とラムネスのかけ声が入るようになった。
胸当てに装備された熱血メーター（本編前半ではアナログ式、後半ではデジタル式）が最高潮に達する（メーターがふりきれる）とコックピット天井に逆T字型のレバーが出現、それを「チェィンジ、サムライ・オーン!」の掛け声と共に前方に押し込むことでサムライオンに変形する。ヒューマノイド形態の武器は剣、射出式メイス、楯から変形するブーメラン、リモコン式フリスビー。変形後のサムライオン時は赤い炎を身にまとい、相手に突進する体当たりキングスカッシャーハリケーンを最強必殺技とする。召喚時の決め台詞は「シュパーン!!」 熱血メーターがレッドゾーンまで達して発動するセイントボムは聖なる光でドン・ハルマゲ、ゴブーリキによってモンスカーとなった守護騎士の呪いを解くことが可能。しかし守護騎士が元となっていないモンスカーは凶暴化させてしまうため、守護騎士が全て揃っていない（＝セイントボムで確認せざるを得ない）序盤〜中盤ではこの技のためにピンチに追い込まれることもあった。『EX』ではラムネスとミルクの愛の力で熱血メーターが、最高潮を超えて、キングスカッシャーEXになった。
- 名前はチェスの駒のキングから。

クィーンサイダロン
声 - 松本保典
ダ・サイダーの乗る漆黒の守護騎士。当初、ダ・サイダーがドン・ハルマゲの配下だったため、唯一タマQが管理していない守護騎士となった。その後ラムネス側に加わるが、結局クィーンサイダロンはダ・サイダー専用機ということで、ヘビメタコが管理し続けている。
ダ・サイダーがヘビメタコの口から出したカプセルを投げると雲の中から降りてくる。搭乗時にはダ・サイダーを青い八面体の光に包み、ダ・サイダーの「とう！」のかけ声と共にコクピットに転送する。
ダ・サイダーの血圧メーターが無限大を越えたとき、「やぁってやるぜ、ヤリパンサー!」の掛け声と共にヤリパンサーに変形する。ダ・サイダーは血圧を上げるために、頭に巨大なお灸を乗せたり、ハンマーで手を叩いたり、色々と妙なことをする。武器はハルバード、ムチ、クィーンシューター（胸から発射する手裏剣）、パンサークロー。ドン・ハルマゲ配下時代は、ブラックボムで守護騎士に再び呪いをかけることもあった。ヤリパンサーの時は青い炎を身に纏い、相手に突進する体当たりクィーンサイダロントルネードを必殺技とする。召喚時の決め台詞は「ジュワーッ!!」。
全守護騎士中最強の戦闘能力を持ち、ドン・ハルマゲ配下時代にラムネスを何度も敗北寸前まで追い込む。しかし止めを刺そうとする度に洗脳が解けかけて作動不良を起こし、撤退していた。
サムライオン形態とヤリパンサー形態、それぞれの最強技である体当たり攻撃だが、それらを両者が密着した状態で同じ目標に対して放つことで攻撃力を爆発的に増大させる合体技「ロイヤルスカッシュ」が最初の破壊戦士戦の中で偶然編み出された。
打ち切られなければ、ロイヤルスカッシュは中盤専用の技であり、後半はキングスカッシャーとクィーンサイダロンが合体する予定であったとされている。
- 名前はチェスの駒のクイーンから。

セイローム
声 - 飛田展男
バンビの長城で鹿型モンスカーに変えられていたがセイントボムで復活。律儀すぎる騎士道精神の持ち主だが、「私が正義だ」と豪語する凄まじい面もある。「セイローム大変形!」の掛け声で、ケンタウロス形態に変形するほか戦車形態のシルコーンと連結することによりチャリオット形態になる。武器は伸縮自在のセイロームランス。得意技は「セイローム大電撃」。召喚出現時のセリフは「ティーパックーン!」。

シルコーン
声 - 菅原淳一
ビッグホラミッドの肩車獅子モンスカーに変えられていたがセイントボムで復活。江戸弁で喧嘩っぱやい江戸っ子気質。「シルコーン大変形!」の掛け声で、戦車形態に変形する。第32話ではキングスカッシャーが搭乗した。必殺技は「シルコーンタイフーン」。召喚出現時のセリフは「モチ、ペッターン!」。ラムネスを「若」と呼ぶ。

アッサーム
声 - 梅津秀行
セイロームと同型の守護騎士。セイントボムで復活はしたものの武士道を持つがゆえにスケベなペガサスになってしまったことを悔やみ死に場所を求めていた。しかしそれをココアに救われたことから、それ以後はココア（のみ）を姫と呼んで忠義を尽くす。実は先代ココア姫と身分を越えた恋をしていた。そのためにココアに対し絶大の信義を貫いている。「アッサーム大変形!」の掛け声で、ケンタウロス形態に変形する。武器はセイロームと同じくランスだが、持ち手は左である。必殺技は頭部の刃で突き刺す「電磁剣スパーク」。召喚出現時のセリフは「コウチャッチャーッ!」。

ゼンザイン
声 - 中原茂
シルコーンと同型の守護騎士。南の果てコオリンランドにある聖地ラムネッカへと通ずる門・アンナモンコンナ門の警護についていたモンスカーに変えられていたが、セイントボムで復活。難波の商人弁をつかう大阪商人気質。火力は守護騎士一で、十字砲火を得意とする。召喚出現時のセリフは「アンコロリーン!」。「ゼンザイン大変形!」の掛け声で、戦車形態に変形する。第32話ではクィーンサイダロンが搭乗した。変形完了時のセリフは「モウカリマッカー!」。
- シルコーンとゼンザインの名前はあかほりさとるが自動販売機に入っている缶ジュースを見て思いついたという。

ブルマン&キリマン
声 - 真柴摩利、ならはしみき
ルークの守護騎士。守護騎士で唯一の複合合体を行う。双子の守護騎士でブルマンが兄で、キリマンが弟。メタルコインは1枚から2体を召喚する。
イースカー島で双子のモンスカーに変えられていたがセイントボムで復活。召喚出現時のセリフは「カン、パッカーン!!」。友情や怒りなどといった感情のパワーでブレンドンに合体する。
「子供」「青二才」などと侮辱すると怒るが、時には自分たちで子供と表現したりもする。

ブレンドン
声 - 梁田清之
ブルマンとキリマンが「ビルドイン・ブレンドーン!」の掛け声で上下に合体した姿（ブルマンが上で、キリマンが下）。守護騎士一のパワーを誇り、合体したツインメイスを武器とする。薩摩隼人気質で、自分を「おいどん」と呼ぶなど薩摩弁口調。

### 守護歩兵
ポーン八兄弟
声 - 神代知衣
守護騎士のアシスタンスを行う守護歩兵。「ポーン」と片言しか言葉を伝えられないが、雑魚兵士の掃討から修理などを行う。同じ容姿の一郎から七郎までいるが八郎だけ小型の一本車輪足。真面目に仕事をしているのに八郎だけが何かしらのギャグを行うなど（武器兼用のドリルで穴を掘っている最中、八郎は潮干狩りの熊手で掘っているなど）、マスコット的存在である。
チェスの駒のポーンに相当し、また8体という数も実際のチェスのポーンの数にあたる。
- 初期設定では兄弟全員顔が違っていた。

### 破壊戦士
将棋の駒および麻雀牌から命名されている。一部の破壊戦士は人間サイズへの縮小能力や、ラムネス側の守護騎士のように変形・合体能力を持つ。
最終話において石板と聖なる三姉妹の力で全員復活し、本来はゴブーリキを封じる守護騎士の仲間であったと明かされる。続編の『VS騎士ラムネ&40炎』コミック版では一部が再登場。ダ・サイダー率いるレジスタンスの一員として守護騎士と共に戦っている。
ゴールドスケザーン&ゴールドカクザーン
声 - 島田敏、塩屋浩三
アララ城を襲撃してきた破壊戦士。肩を組み、握った印籠から「御老公ビーム」を放つ。彼らとの戦いの中、ラムネスとダ・サイダーのケンカがきっかけで、新必殺技のロイヤルスカッシュが生まれた。
- モチーフは水戸黄門

コテツーン&ムラマッサン
声 - 古田信幸、小野健一
モグモグワールドで石板を探していた破壊戦士。ヘビメタコの偽の裏切りに騙される。全く同型・同色の姿をしており、額には巨大な刃を持つ。背中合わせに合体して、ハサミのような突撃形態へと変形可能。

ガラシャーン&カスガーノ
声 - 鷹森淑乃、水谷優子
女性の姿をした破壊戦士。お互いの仲がとても悪い。ギンギンワールドで石板を発見したものの、手柄争いからタヌギン村とギンツネ村のギャグ合戦へと発展してしまう。

ハンゾーン&サイゾーン
声 - 中村大樹、子安武人
忍者の形をした破壊戦士。サルサルワールドで住人に石板を探させていた。破壊忍者を率いる。破壊戦士の中で唯一ロイヤルスカッシュ以外で倒された。

シンゲーン&ケンシーン
声 - 大滝進矢、小杉十郎太
シンゲーンは赤いボディを持ち、両肩にはタイヤ、額には「地」の文字がある。ケンシーンは黒いボディを持ち、両肩に巨大なドリルを備え、頭部に「天」の文字がある。オニオニワールドに現れた、戦車に変形する破壊戦士。ペアを組む破壊戦士たちの中で、唯一彼らのみ同型ではない。普段は仲が悪いが、合体して「赤と黒のエクスタシー攻撃」なる技を使用する。2体が攻略していた塔の名は「テントチ塔」。

#### 破壊忍者
破壊忍者ニーン10兄弟
一忍者
声 - 松本保典
二忍者
三忍者
四忍者
声 - 高木渉（以下九忍者まで不明）
五忍者
六忍者
七忍者
八忍者
九忍者
くの一っちゃん
声 - 本多知恵子
十人兄妹の忍者。八兄弟と同様の立場。ポーン八兄弟と異なりこちらは喋ることができる。紅一点のくの一っちゃんは戦闘中ポーン八郎に一目惚れし、ポーン八兄弟と同じカプセルに入ってしまった。この状態はタマQいわく「ポーン八兄弟+1」。その愛する様子を歌に表したことも。ムック本『熱血必勝英雄伝異聞』掲載のアナザーストーリーでは、後に八郎と結婚。

#### 破壊四天王
トンデモン
声 - 笹岡繁蔵
念動力を用い、ホネホネワールドの骸骨たちを従える。

シャーベッター
声 - 安西正弘
分身術を操る。トリケラトプスの背中に、人型の上半身を接続したような姿。名前の通りの演説家で、尻尾がマイクになっている。分身の聴衆を相手に一人芝居をするのが趣味。盟友であるトンデモンの敵を討つため、ラムネスたちに挑戦状をたたきつけた。

ナンゴック
声 - 石丸博也
心を操る催眠術や幻術を得意とする。頭部に一つ目の龍の形状をしたパーツがあり、その一つ目を分離させて行動する。「〜アル」など、中国系の独特の口調で話す。

ペーキング
声 - 鈴置洋孝
読心術を操る、最強の破壊四天王。他の3人を見下している自信家。ダ・サイダーの身体を張った荒技で倒される。

#### 破壊王
破壊王ゴブーリキ
妖神ゴブーリキが破壊四天王のパーツで合体して破壊王ゴブーリキとなる設定が当初予定されていたが、破壊四天王の守護騎士化などの事情により実現することがなかった。

### プロトタイプ守護騎士
プロトタイプキングスカッシャー / プロトタイプクィーンサイダロン
『DX』で登場。キングスカッシャー&クィーンサイダロンと同パワーを持つ試作実験機。古代超文明が守護騎士を作り出す際に実験的に作った機体をマウンテン・デューが利用した。プロトタイプキングスカッシャーにゴールド・マウンテン、プロトタイプクィーンサイダロンにシルバー・マウンテンが乗る。

ケルベロダス
『DX』で登場。プロトタイプキングスカッシャーとプロトタイプクィーンサイダロンが合体した双頭ケルベロス形態。今まで集めた勇者のパワーと聖なる三姉妹の力を使っていて、ロイヤルスカッシュを上回る威力を持つロイヤルストレートフラッシュを放つ。

### 乗り物
スタン帆船・ウェスタンラリアット号
ハラハラワールド編で使用された帆船。帆船と付くもタイヤが出現して地上を走行したり、甲板からバルーンを出して飛行船になったりと陸海空万能だった。ウェスタンラリアット号と呼ばれることはあまりなく、主に「スタン帆船」と呼ばれていた。

ハルク砲艦・アックスボンバー号
ドキドキスペース編で使用された砲艦。水陸両用でさらに宇宙も航行可能である。艦体の両側に拳が装着されており、戦闘時に発射可能。先端には単座小型突入艇イチバーン号がついている。
テレビ最終話で妖神ゴブーリキに対して特攻し撃沈した。
- 名前はプロレス・ファンのねぎしひろしの意向によるものとされている。

シラジーラカンス号
劇中での呼称はシーラカンス母艦。ハラハラワールド編でハルマゲ配下だったころのダ・サイダーとレスカが乗艦していたシーラカンス型戦艦。自動操縦で動く。主に移動手段として使われるが、スタン帆船を体当たりで妨害したこともある。ホイホイ城崩壊後の所在は不明。

アルミホエール号
ドキドキスペース編以降、ダ・サイダーとレスカが乗艦していたクジラ型宇宙戦艦。操縦は失業したお仕置き改めヨイショロボ。

テリータンク・スピニングトゥホールド号
ココアがマジマジワールド（現実世界）で、その辺で拾ったり秋葉原で購入した部品で作った戦車。上部に連装ビームキャノンを装備し、また守護騎士のエネルギー補給装置も実装していた。ココアが機能優先で作ったため、コックピットの裏に風呂がついていた。

UFOメカ・オーニタイザー・金網電流爆破デスマッチ号
『EX2』で使用された、円盤型のボディに葉巻型の機関部という宇宙船。漫画版ではキングスカッシャー、クィーンサイダロン以外の守護騎士を搭載し、ワープ機能までもついていた。

ジャイアント馬車32文ロケット号
『DX』で使用された巨大な馬車。急造らしく動力を搭載していなかったため、変形したセイロームとアッサームが、馬のように引いていた。

つんつんツノダの天龍号
『DX』でラムネスとダ・サイダーが乗っていた2人乗り自転車。序盤で大破した。

## 用語
ハラハラワールド
ドキドキスペースに浮かぶいくつもの球体世界の一つ。平面の大地に大小さまざまな国が存在し、アララ王国もその一つ。テレビシリーズ前半はこの世界を舞台に大冒険を繰り広げる。

アララ王国
ヨッコーラ3世が治めるハラハラワールド最大、最古の国。ミルク、ココア、レスカはこの国のお姫様。世界が危機に陥った時に聖なる三姉妹が生まれて勇者を導くという伝説があり、ドキドキスペースの司祭のような役目を持っている。お城の地下は国土より広いという噂。さまざまなものが眠っている。

聖地ラムネッカ
ハラハラワールドの北方の大陸サムザームにある聖地。ハラハラワールドの世界の果てにある「アンナモンコンナ門」をくぐった先にあるが、小説『EX3』ではアララ王国の地下につながっていた。

ドキドキスペース
この物語の舞台の中心。「無限に広がる大宇宙」と表現されることも。主人公が住む世界とは違う宇宙。設定としてはテレビシリーズ後半から登場する。
ドキドキスペースにはハラハラワールドのような透明な球体に入った世界がいくつも浮かんでおり、その一番底には妖神ゴブーリキが造った「暗黒ノツボ」というブラックホールがあったが、ゴブーリキが消滅したあとは無くなっている。なお、『EX2』以降は前記の「透明な球体に入った世界」を「星」と表現するようになっている。現実世界と違い、風も空気もあるので宇宙船の甲板に出ることもできる。

マジマジワールド
2代目勇者ラムネスである馬場ラムネの住む世界。いわゆる現実の世界である地球。テレビシリーズ終了後は次元にひずみが出てしまうという理由でハラハラワールドとの交流は一切できなかったが、『EX』の事件後ココアにひずみ解消装置を開発してもらったので、ミルクが馬場家に住むようになったり、ダ・サイダーが遊びに来たりと異次元世界との行き来ができるようになった。ドキドキスペースとは時間の流れ方が異なるという設定がある。本編でラムネがドキドキスペースで半年過ごしてもマジマジワールドでは一晩しか経っていなかったり、ミルクがマジマジワールドで数年過ごした結果、姉のココアより年上になってしまうといったことが発生している。

メタルコインワールド
守護騎士・守護歩兵と破壊戦士のみが住むという世界。タマQ、ウレPなどのアドバイザーロボットの中に存在する。

ユラユラ銀河帝国
ドキドキスペースとは別の宇宙に存在する広大な銀河帝国。現在の皇帝は若くして皇位を継いだシロップだが、実権はその宰相コーン・ポタージュがために揺れている。『EX2』の舞台となる。

ワクワク時空
この物語の全てが展開される、全てのスペースおよび銀河ならびにワールドを含んだ時空。『DX』にて明らかになるまで、誰もその存在を知らなかった。

## スタッフ
- 企画：佐藤俊彦
- 監督：ねぎしひろし[4]
- シリーズ構成：ぶらざあのっぽ[4]
- シリーズ構成補：あかほりさとる
- キャラクター原案：伊東岳彦
- キャラクターデザイン：斉藤卓也[4]
- メカニックデザイン：中原れい
- 音響監督：田中英行
- 美術監督：長房紳一
- 音楽：松井忠重[4]・りゅうてつし[4]
- 音楽プロデューサー：尾関裕司（ギャビー・オフィス）
- 制作プロデューサー：梅原勝
- 文芸設定：赤堀義浩
- 広報担当：高塚有香（テレビ東京）
- プロデューサー：清水睦夫（テレビ東京）、山崎立士（ASATSU）、加藤博（葦プロ）
- 製作：テレビ東京、ASATSU、葦プロダクション

## 主題歌
- 前半オープニング「熱血!!勇者ラムネス」（1 - 28話）（作詞：紅玉、作曲：りゅうてつし、編曲：乃沢大二郎、歌：草尾毅）
- 前半エンディング「男と女はパピプペポ」（1 - 28話）（作詞：紅玉、作曲：実川俊晴、編曲：Ryu、歌：横山智佐）
- 後半オープニング「めざせ! 1番!!」（29 - 38話）（作詞：紅玉、作曲：りゅうてつし、編曲：長内悟、歌：草尾毅、横山智佐、玉川紗己子、松井菜桜子）
- 後半エンディング「シアワセになるでんna」（29 - 38話）（作詞：紅玉、作曲：りゅうてつし、編曲：りゅうてつし、歌：横山智佐、玉川紗己子、松井菜桜子）
- 挿入歌「闘え!!キングスカッシャー」（作詞：紅玉、作曲：乃沢大二郎、編曲：乃沢大二郎、歌：草尾毅）

冒頭の「キングスカッシャー!」の叫びは草尾のアドリブによるもの。

## 放送ネット局
放送時間は個別に出典が提示されているものを除き1990年12月中旬 - 1月上旬時点のものとする。 
| 放送地域       | 放送局         | 放送系列       | 放送日時           | 備考   |
| -------------- | -------------- | -------------- | ------------------ | ------ |
| 関東広域圏     | テレビ東京     | テレビ東京系列 | 金曜 18:30 - 19:00 | 制作局 |
| 北海道         | テレビ北海道   | テレビ東京系列 | 火曜 19:30 - 20:00 |        |
| 青森県         | 青森テレビ     | TBS系列        |                    |        |
| 宮城県         | ミヤギテレビ   | 日本テレビ系列 | 火曜 17:00 - 17:30 |        |
| 愛知県         | テレビ愛知     | テレビ東京系列 | 金曜 7:20 - 7:50   |        |
| 大阪府         | テレビ大阪     | テレビ東京系列 | 金曜 7:20 - 7:50   |        |
| 奈良県         | 奈良テレビ     | 独立局         | 木曜 18:30 - 19:00 |        |
| 香川県・岡山県 | テレビせとうち | テレビ東京系列 | 金曜 7:20 - 7:50   |        |
| 広島県         | 広島テレビ     | 日本テレビ系列 | 火曜 17:00 - 17:30 |        |

## 国外での放映
韓国では、1997年に 『少年騎士ラム（소년기사 라무）』というタイトルで 韓国文化放送・MBCテレビ局で放送された。
主人公「馬場ラムネ」は「ラム（라무）」、主役メカ「キングスカッシャー（KING SCCASHER）」は「キングスカイオン（KING SQUAION）」と名称が変更されている。キングスカッシャー以外の守護騎士やメカの名前は日本語版と同様。

## 各話リスト
便宜上、活躍舞台より第1話 - 第28話を「ハラハラワールド編」、第29話 - 第38話（最終話）を「ドキドキスペース編」とした。

### ハラハラワールド編
| 話数 | サブタイトル                      | 脚本           | コンテ         | 演出           | 作画監督                | 放送日        |
| ---- | --------------------------------- | -------------- | -------------- | -------------- | ----------------------- | ------------- |
| 1    | シュパーン!キングスカッシャー復活 | 小山高生       | 根岸弘         | 松本佳久       | 斉藤卓也                | 1990年 4月6日 |
| 2    | 正義の力だ!セイントボム           | 小山高生       | きしだひろあき | ますなりこうじ | 菅沼栄治                | 4月13日       |
| 3    | ポッキンシティーは腹ぺこだ!       | あかほりさとる | 竹之内和久     | 竹之内和久     | 内山正幸                | 4月20日       |
| 4    | ガハハ!ゴクロー山の爆笑扇         | 千葉克彦       | 木下ゆうき     | 木下ゆうき     | 木下ゆうき              | 4月27日       |
| 5    | バンビの頂上になぞなぞの嵐!       | 小山高生       | 松本佳久       | 松本佳久       | 井上哲                  | 5月4日        |
| 6    | 熱血!?カンカン村でアッチッチ      | 塚本裕美子     | 雄谷将仁       | 雄谷将仁       | 松尾慎                  | 5月11日       |
| 7    | パカッ!頭に花さくニャイル河       | 隅沢克之       | 細田雅弘       | 細田雅弘       | 内山正幸                | 5月18日       |
| 8    | 迷って迷ってホラミッド!           | 柳川茂         | ますなりこうじ | ますなりこうじ | 菅沼栄治                | 5月25日       |
| 9    | ゼンマイだらけのギアシティ!       | 隅沢克之       | きしだひろあき | 村山靖         | 斉藤卓也                | 6月1日        |
| 10   | アララ?寝ぼけ寝ぼけて海の上       | あかほりさとる | ますなりこうじ | ますなりこうじ | 柳沢まさひで            | 6月8日        |
| 11   | ヒック!本音ジュースにご用心       | 隅沢克之       | 松本佳久       | 松本佳久       | 井上哲                  | 6月15日       |
| 12   | リューグー村は老人パワー!?        | 塚本裕美子     | 竹之内和久     | 細田雅弘       | 内山正幸                | 6月22日       |
| 13   | ダブルダブルでイースカー!?        | あかほりさとる | 寺東克巳       | 藤本義孝       | 松尾慎                  | 6月29日       |
| 14   | 登場!クィーンサイダロン           | 柳川茂         | ますなりこうじ | ますなりこうじ | 菅沼栄治                | 7月6日        |
| 15   | ハワイイ島のカメカメカ大王        | 小山高生       | 寺東克巳       | 松本佳久       | 井上哲                  | 7月13日       |
| 16   | 走れラムネス!童話の森のワナ       | 隅沢克之       | 竹之内和久     | 細田雅弘       | 内山正幸                | 7月20日       |
| 17   | 美人はどっち?レスカ対ココア       | 千葉克彦       | ますなりこうじ | 吉田浩         | 安東信悦                | 7月27日       |
| 18   | ワナワナ!逆襲のダ・サイダー       | 関島眞頼       | 松本佳久       | 松本佳久       | スタジオ ジャイアンツ   | 8月3日        |
| 19   | ガンバレー!ミルクの子守り歌       | 塚本裕美子     | 寺東克巳       | 株本毅         | 松浦尚之                | 8月10日       |
| 20   | 見つけた!アンナモンコンナ門       | 千葉克彦       | ますなりこうじ | ますなりこうじ | 菅沼栄治                | 8月17日       |
| 21   | 輝け!守護騎士コンテスト           | あかほりさとる | ますなりこうじ | ますなりこうじ | ますなりこうじ 斉藤卓也 | 8月24日       |
| 22   | 最高だミャー!タマQ…その愛         | 隅沢克之       | 吉田浩         | 高橋直人       | 安東信悦                | 8月31日       |
| 23   | ウソかマコトか?ラムネス伝説       | 柳川茂         | 土蛇我現       | 日下直義       | 広田正志                | 9月7日        |
| 24   | 突入ホイホイ城!愛の戦士たち       | 千葉克彦       | 吉田浩         | 吉田浩         | 安東信悦                | 9月14日       |
| 25   | 晴れ姿!三人娘の聖なる力           | 千葉克彦       | 松本佳久       | 松本佳久       | 斉藤卓也                | 9月21日       |
| 26   | 必死の反撃!ダ・サイダー散る       | あかほりさとる | ますなりこうじ | ますなりこうじ | 菅沼栄治                | 9月28日       |
| 27   | ホイホイ城崩壊!さらばタマQ        | あかほりさとる | 根岸弘         | 高橋直人       | 千羽由利子              | 10月12日      |
| 28   | まだ続くの!?破壊戦士現わる        | 小山高生       | 寺東克巳       | 日下直義       | 広田正志                | 10月19日      |

### ドキドキスペース編
| 話数 | サブタイトル                | 脚本           | コンテ         | 演出           | 作画監督        | 放送日          |
| ---- | --------------------------- | -------------- | -------------- | -------------- | --------------- | --------------- |
| 29   | ヘビメタコ裏切りのバラード  | 柳川茂         | 吉田浩         | 吉田浩         | 安東信悦        | 1990年 10月26日 |
| 30   | 代理戦争!?命をかけたギャグ  | 隅沢克之       | 松本佳久       | 松本佳久       | 松本佳久        | 11月2日         |
| 31   | 必殺!?破壊ニンジャ武芸帖    | 千葉克彦       | ますなりこうじ | 高橋直人       | 結城司          | 11月9日         |
| 32   | テントチ塔!海中島の戦い     | 三井秀樹       | 土蛇我現       | 日下直義       | 広田正志        | 11月16日        |
| 33   | ほらっホラー!枯れ木の森の怪 | あかほりさとる | 吉田浩         | 吉田浩         | 結城司 松浦尚之 | 11月23日        |
| 34   | リトルロマンス…君の名は!?   | 隅沢克之       | ますなりこうじ | ますなりこうじ | 菅沼栄治        | 11月30日        |
| 35   | 交代劇!ひび割れた愛と友情   | 柳川茂         | 松本佳久       | 安東信悦       | 千羽由利子      | 12月7日         |
| 36   | 風に舞う!お花畑は危険地帯   | 千葉克彦       | 土蛇我現       | 日下直義       | 広田正志        | 12月14日        |
| 37   | 大決戦!燃えろラムネス       | あかほりさとる | 松本佳久       | 高橋直人       | 千羽由利子      | 12月21日        |
| 38   | 40集う!熱血パワーよ永遠に   | 小山高生       | 菅沼栄治       | ますなりこうじ | 菅沼栄治        | 1991年 1月4日   |

## OVA

### NG騎士ラムネ&40 EX ビクビクトライアングル 愛の嵐大作戦

#### スタッフ（EX）
- 企画：佐藤俊彦
- 制作：赤間剛勝
- シリーズ構成：あかほりさとる
- 脚本：隅沢克之、千葉克彦、あかほりさとる
- キャラクター原案：伊東岳彦
- オリジナルアニメーションキャラクター：斉藤卓也
- メカニックデザイン：中原れい
- 音響監督：田中英行
- 美術監督：本田修
- 撮影監督：橋本和典
- 音楽：松井忠重
- 音楽プロデューサー：尾関裕司（ギャビー・オフィス）
- 制作担当：正木直幸
- 文芸担当：佐藤徹
- 色彩設定：中野倫明
- 監修：ねぎしひろし
- 企画協力：ぶらざあのっぽ、菊地晃一（アニメイトフィルム）
- 監督：ますなりこうじ
- キャラクターデザイン：菅沼栄治
- プロデューサー：加藤博（葦プロ）、山崎立士（ASATSU）、大月俊倫（スターチャイルド）
- 絵コンテ：田崎布夫
- 演出：加戸誉夫
- 作画監督：菅沼栄治、浜崎賢一
- 色指定：中野倫明
- 編集：古橋宏、田熊純
- 製作：葦プロダクション、ASATSU

#### 主題歌（EX）
- オープニング「イクぜ!パワートリップ」（作詞：紅玉、作曲：小田倉明、編曲：長内悟、歌：草尾毅、横山智佐、玉川紗己子、松井菜桜子）
- エンディング「四種の神器」（作詞：仁、作曲：長内悟、編曲：長内悟、歌：横山智佐、玉川紗己子、松井菜桜子）

#### サブタイトル（EX）
- 第1章「愛ふたたび」
- 第2章「愛流されて」
- 第3章「愛は勝つ」

### NG騎士ラムネ&40 DX ワクワク時空 炎の大捜査戦

#### スタッフ（DX）
- 企画：佐藤俊彦
- 制作：重松英俊（スターチャイルドレコード）
- シリーズ構成：あかほりさとる
- 脚本：千葉克彦（第1話）、隅沢克之（第2話）、あかほりさとる（第3話）
- シナリオ監修：松本佳久
- キャラクター原案：伊東岳彦（GIGAS）
- オリジナルアニメーションキャラクター：斉藤卓也
- キャラクターデザイン：菅沼栄治
- メカニックデザイン：中原れい
- 音響監督：田中英行
- 美術監督：渡辺佳人
- 撮影監督：橋本和典
- 音楽：松井忠重、りゅうてつし、長内悟
- 企画協力：ぶらざあのっぽ、菊地晃一（アニメイトフィルム）
- プロデューサー：加藤博（葦プロ）、山崎立士（ASATSU）、古沢譲二（スターチャイルドレコード）
- 監督：開木菜織
- 絵コンテ：開木菜織、後賀無蔵
- 演出：開木菜織、後賀無蔵、藤本義孝
- 作画監督：江口寿志、熊谷哲矢、堀内修
- 色彩指定・色指定：中野倫明（CCR）
- 編集：正木直幸、小峰博美、鈴木貴志
- 音楽プロデューサー：尾関裕司（ギャビー・オフィス）
- 制作協力：スタジオジュニオ
- 製作：葦プロダクション、ASATSU

#### 主題歌（DX）
- オープニング「飛び出せ!セーシュン」（作詞：紅玉、作曲・編曲：オダクラアキラ、歌：草尾毅、矢尾一樹、コーラス：横山智佐、玉川紗己子、松井菜桜子）
- 1期エンディング「ララバイ☆あ・げ・た・い」（1 - 2話）（作詞：泉スフレ、作曲：りゅうてつし、編曲：長内悟、歌：林原めぐみ、三石琴乃）
- 2期エンディング「トリプル・ロマンス」（最終話）（作詞：森田由美、作曲・編曲：オダクラアキラ、歌：横山智佐、玉川紗己子、松井菜桜子）

#### サブタイトル（DX）
- 第1章「新たに旅立て愛の戦士たち」
- 第2章「愛の戦士たち過去へ…」
- 第3章「愛の戦士たち永遠に!」

## ラジオドラマ
- NG騎士ラムネ&40EX2 ユラユラ銀河帝国大混戦!
- NG騎士ラムネ&40 DJスペシャル
- NG騎士ラムネ&40DX ワクワク時空炎の海賊盤

## 書誌情報

### 関連書籍
- NG騎士ラムネ＆40大百科（勁文社、1990年11月16日）
- NG騎士ラムネ&40 熱血必勝攻略本（みのり書房、1991年6月10日）
- 完全保存版 NG騎士ラムネ&40 (コミックボンボンスペシャル) （講談社、1992年1月18日）
- NG騎士ラムネ＆40EX ビクビクトライアングル愛の嵐大作戦（勁文社、1992年2月18日）
- NG騎士ラムネ&40 熱血必勝英雄伝異聞（みのり書房、1992年3月1日）
- ラムネ&40EX・ミニムック（ムービック、1992年5月1日）
- NG騎士ラムネ＆40DX ワクワク時空 炎の大捜査戦（勁文社、1993年11月9日）
- ラムネ＆40シリーズ メモリアルブック 猛烈熱血大全（新紀元社、2010年9月18日）

### 漫画
- NG騎士ラムネ&40（作：よしむらひでお）
- 熱血大作戦!!（作：松秋あきら、奥谷かひろ、佐原一光、くら☆りっさ、影次ケイ、富本たつや、あらいずみるい、中原れい、他）
- 熱血パワ―大冒険!!パロディ競作集（作：あらいずみるい、せたのりやす、冬凪れく、MS-17、沙那、杉原みずえ、高都みんく、他）
- 熱血天空旅日記（作：奥谷かひろ） - 『天空戦記シュラト』と同時収録

奥谷かひろによる『ラムネ&40』と『シュラト』のコミック。
巻末にあかほりさとる解説つき。
- NG騎士ラムネ&40EX2 ユラユラ銀河帝国大混戦!（作：中原れい）

同名のラジオドラマ作品のコミック版。

### 小説
角川書店「角川スニーカー文庫」刊、著：あかほりさとる - 下記のうち、『EX3』および外伝シリーズはオリジナルストーリー。また外伝のうち、『ダ・サイダー伝説』以外は短編集。
- NG騎士ラムネ&40EX ビクビクトライアングル愛の嵐大作戦（挿絵：伊東岳彦）
  - 前述のOVA作品のノベライズ版。
- NG騎士ラムネ&40外伝 ダ・サイダー伝説（挿絵：菅沼栄治）
  - 当巻よりキャラクター同士の対談を掲載。以降、あかほり名義の小説においては出版社などを問わず、当コーナーが定番となった（一部を除く）。
  - ダ・サイダー役・矢尾一樹によるコメント文を掲載。
- NG騎士ラムネ&40EX2 ユラユラ銀河帝国大混戦!（挿絵：菅沼栄治）
  - 同名のラジオドラマ作品のノベライズ版。
  - キングレコード・大月俊倫によるコメント文を掲載。
- NG騎士ラムネ&40外伝2 ココアの恋の物語（挿絵：菅沼栄治）
  - ココア役・玉川紗己子によるコメント文を掲載。
- NG騎士ラムネ&40EX3 ラスト・ラスト（挿絵：菅沼栄治）
  - EXシリーズ唯一のオリジナルストーリー。
  - あかほりさとる（著者）、草尾毅（ラムネ役）、横山智佐（ミルク役）による対談を掲載。
  - 『VS騎士ラムネ&40炎』の作成において、この話がたたき台の一つになっている。なお同名の小説版（「ニュータイプノベルズ」刊）のあとがきによると、『VS』は『EX3』とはつながらない物語であると説明されている。
  - 『MAZE☆爆熱時空』第1巻のあとがき追記では、本作はあかほり版ラムネの集大成作品として告知されている。
- NG騎士ラムネ&40外伝3 レスカの愛の物語（挿絵：菅沼栄治）
  - スニーカー文庫版としては当巻が最終作。
  - レスカ役・松井菜桜子によるコメント文を掲載。

みのり書房『月刊OUT』連載、著：千葉克彦、挿絵：伊東岳彦、中原れい
- NG騎士ラムネ&40XX - 『ラムネ&40シリーズメモリアルブック 猛烈熱血大全』に収録。

### イラスト集
- NG騎士ラムネ&40イラストレーションズ - 学研『アニメV』増刊

## 映像ソフト（OVAを除く）
NG騎士ラムネ&40総集編
キングレコードより発売。全4巻。
総集編(1)「ハラハラワールド大冒険」
総集編(2)「ホイホイ城大崩壊」
総集編(3)「ドキドキスペース大熱戦」
総集編(4)「バイバイ熱血大決戦」
NG騎士ラムネ&40 LD-BOX
（発売：1992年8月21日 / 再発売：1997年1月15日）
特典：キングスカッシャー・コイン、タマQ人形、全38話名場面ポストカード・セット（オリジナル・スタッフ描き下し全38枚）
NG騎士ラムネ&40 DVD-BOX
（ジュエルケース：2001年3月7日 / 究極BOX：2001年9月12日 / トールケース：2008年9月26日）
特典：伊東岳彦と中原れいによる完全限定描き下ろしテレホンカード2枚組みセット（ジュエルケース、究極BOXのみ）、コンプリートカタログデータ
「NG騎士ラムネ&40」シリーズ・コンプリートBD-BOX
2020年2月21日発売。生誕30周年記念として、株式会社フロンティアワークスより発売。TVシリーズ全38話、OVA『EX』『DX』を収録。
「NG騎士ラムネ&40」シリーズ・コンプリートBD-BOX Q極セット〜フォーティー・サウザンド・エディション〜
2020年2月21日発売。フロンティアワークス通販限定版。BOXイラストは菅沼栄治描き下ろし。
通常特典
DVD-ROM
- PC用アクションゲーム『KING SCCASHER』
- 「アニメイトカセットブック」全巻
- ラジオドラマ『NG騎士ラムネ&40EX2 ユラユラ銀河帝国大混戦!』
- 『KING SCCASHER』BGM集

ブックレット「ドキドキスペース攻略本」
申込み総数に応じたキャンペーン追加特典
30周年記念Blu-ray
- 「TVシリーズ総集編（全4編）」
- 新作短編映像「熱血!!勇者ラムネス NG騎士トリロジー」「男と女はパピプペポ 2020」

「熱血40倶楽部」メンバーズカード
『NG騎士ラムネ&40 イラストレーションズ』縮刷復刻版
「守護騎士メタルコイン」レプリカセット（全8枚）

## 音声ソフト

### CD
- NG騎士ラムネ&40 HQ BGM

TVサウンドトラック。
- NG騎士ラムネ&40 俺は今猛烈に熱血しているっ!

TVサウンドトラック。ミニドラマ「サムライオン奥様劇場」収録。
- NG騎士ラムネ&40 WE ARE 一番!!

TVサウンドトラック。ミニドラマ「あぶないトリップ…甦るサイダー伝説」収録。
- NG騎士ラムネ&40 Tokyo LOVE Story

OVA『EX』サウンドトラック。ミニドラマ「深夜のサムライオンお子様劇場」収録。
音楽ディレクター（当時）大月俊倫の寄稿によれば、2枚目のアルバム『俺は今猛烈に熱血しているっ!』において大月とあかほりさとるは、葦プロや監督のねぎしの許可なく独断で低劣な内容のミニドラマを収録。スターチャイルドやアニメ誌に批判が多く寄せられ問題に発展、3枚目アルバム『WE ARE 一番!!』の収録ドラマについては真面目な内容を余儀なくされた。この反動で4枚目『Tokyo LOVE Story』では、呆れられつつ許可を得て2枚目と同系統のお下品ミニドラマ収録と相成った。
- NG騎士ラムネ&40 CD・BOX

ソング集。ミニドラマ「D.J Special」収録。1992年11月6日発売。
- NG騎士ラムネ&40EX2 ユラユラ銀河帝国大混戦! - ラジオドラマアルバム（1992年5月21日発売）
  - 第1章 幸せをもとめて
  - 第2章 幸せってなんだっけ
  - 第3章 幸せは勝つ
- NG騎士ラムネ&40 俺は今猛烈に熱血歌合戦!!

ソング集。1992年12月24日発売。
- NG騎士ラムネ&40DX ワクワク時空炎の海賊盤

DXシングルCD集。ミニドラマ「ラムネ&40DX海賊版」収録。
- NG騎士ラムネ&40DX 炎の海賊盤 大増刊号

『DX』サウンドトラック。ミニドラマとして、『ウゴウゴルーガ』のパロディコント「ウゴウゴラムネ」を収録。
1993年8月21日発売。
- NG騎士ラムネ&40カラオケBOX

『DX』全巻購入特典。
- スタまにシリーズ：NG騎士ラムネ&40

2005年11月2日発売。

### カセットテープ
- NG騎士ラムネ&40 メモリアルマッチ!熱血一本勝負
- NG騎士ラムネ&40 2 キングオブキングス熱血スペシャル
- NG騎士ラムネ&40 3 ときめき!裏の三姉妹

ムービック発売。カセットテープによるボイスドラマ。コンプリートBD-BOX Q極セットの特典DVDにも収録。

## ゲーム
- スーパーロボット大戦NEO

シリーズ初参戦となる。
- スーパーロボット大戦Operation Extend

携帯機初参戦となる。
- スーパーロボット大戦X-Ω

第4期参戦作品として参戦。
- KING SCCASHER（キングスカッシャー）

BD-BOX「Q極セット」特典のPC用アクションゲーム。アニメ第1話でラムネがプレイしていたアクションゲーム「KING SCCASHER」を8bit風デザインで本格ゲーム化した作品となっている。開発はPEPOSOFT。
- ガーディアンナイト

小説『NG騎士ラムネ&40 FX』下巻に同梱のPC用アクションゲーム。『FX』第3話にてラムネスとダ・サイダーが挑んだ試練のアクションゲームを再現した作品。開発はPEPOSOFT。前作『KING SCCASHER』がテレビシリーズを再現する内容だったのに対し、本作はそれ以後（『EX』、『EX2』、『DX』、『FX』）を追体験するコンセプトで制作されている。BGM担当はぼーかりおどP。

## NG騎士ラムネ&40 FX
2021年5月5日から9月1日までnoteにおいて、OVAシリーズ『DX』のその後を描く公式外伝『NG騎士ラムネ&40 FX（エフクロス）』のWeb小説全4話が連載された。原作・監修：葦プロダクション、企画・制作：フロンティアワークス、本編執筆：十一屋翠。ゲストキャラクターデザインおよび書籍版の挿絵は川元まりこ。新たなメカとしてグランスカッシャー、アウトサイダロン、ホロボロスなどが登場する。
フロンティアワークスからプラキット付属の書籍版上下巻が発売されている。また、声優・モデラーの泰勇気が下巻付属のプラキット「アウトサイダロン」のテストショットを行った。
- 「NG騎士ラムネ&40 FX」上巻・ワクワクセット（発売：2021年12月22日）

第1、2話収録の上巻に加え、新デザインメカ「グランスカッシャー」プラキット、『FX』へつながるラムネスの軌跡をまとめたDVD「ワクワクディスク1 振り返り編」を同梱。
DVD収録内容はテレビ第38話、OVA『EX』全3話、OVA『DX』全3話。
- 「NG騎士ラムネ&40 FX」下巻・ワクワクセット（発売：2022年4月27日）

第3、4話収録の下巻に加え、新デザインメカ「アウトサイダロン」プラキット、作中ゲームを再現したアクションゲーム『ガーディアンナイト』を収録したDVD「ワクワクディスク2 ゲーム挑戦編」を同梱。